# رود کنتیکت
 رود کنتیکت رودی است به لانگ آیلند سوند می‌ریزد. این رود از کشور ایالات متحده آمریکا می‌گذرد.